# Пис-Ривер (округ)
Пис-Ривер (англ. Peace River Regional District) — один из 29 региональных округов Британской Колумбии, Канада. На 2016 год в округе проживало 62 942 человека.
Округ был назван по реке Пис-Ривер. Он был создан 31 октября 1987 года при разделении округа Пис-Ривер-Лиард на два.

## Географическое положение
Пис-Ривер самый крупный региональный округ в Британской Колумбии, его площадь составляет 117 387,6 км² или 13 % от территории провинции. Пис-Ривер граничит с округами Северные Скалистые горы на севере, Балкли-Нечако на юго-западе, Стикин на западе, Фрейзер-Форт-Джордж на юге и провинцией Альберта на востоке. Северная граница округа проходит по 58-й параллели северной широты.

## Население
По данным переписи 2016 года население Пис-Ривер составляло 62 942 человека. В округе было 24 265 домашних хозяйств и 17 220 семей. Плотность населения составляла 0,5 человек на км². Население Пис-Ривер с 2011 года увеличилось на 4,8 % (в среднем по провинции Британская Колумбия наблюдался прирост в 5,6 %). Для 86,3 % жителей округа родным языком был английский, 0,7 % указали родным один из языков коренного населения Канады, 4,2 % — немецкий, 1,4 % — филиппинский, 1,4 % — русский.
Население округа по возрастному диапазону по данным переписи 2016 года распределилось следующим образом: 21,4 % — жители младше 14 лет, 68,4 % — от 14 до 65 лет и 10,3 % — в возрасте 65 лет и старше. Средний возраст населения — 35,9 года, медианный возраст — 34,1 лет.
Из 24 265 домашних хозяйств 70,9 % представляли собой семьи: 60,3 % совместно проживающих супружеских пар (45,7 % — в браке, 14,7 % — в гражданском сожительстве); 7,7 % — женщины с детьми, проживающие без мужей и 3,0 % — мужчины с детьми, проживающие без жён. В среднем домашнее хозяйство ведут 2,5 человека, а средний размер семьи — 3,0 человека. Среди 49 505 человек старше 15 лет 60,8 % живут в паре (46,4 % — в браке, 14,4 % — в гражданском сожительстве), 27,0 % — никогда не были женаты.
В 2015 году медианный доход на семью оценивался в 110 023 $, на домашнее хозяйство — в 94 002 $. Доход на душу населения — 43 478 $ в год, при этом мужчины имели медианный доход в 63 650 долларов США в год против 30 714 долларов среднегодового дохода у женщин.
| 1996  | 1997  | 1998  | 1999  | 2000  | 2001  | 2002  | 2003  | 2004  | 2005  | 2006  | 2007  | 2011  | 2016  |
| ----- | ----- | ----- | ----- | ----- | ----- | ----- | ----- | ----- | ----- | ----- | ----- | ----- | ----- |
| 58770 | 58816 | 58568 | 58156 | 57423 | 57479 | 57656 | 57407 | 60153 | 60398 | 61165 | 62372 | 60082 | 62942 |

## Подразделения округа
Инкорпорированные населённые пункты:
- Досон-Крик (город)
- Форт-Сент-Джон (город)
- Пус-Куп (деревня)
- Тамблер-Ридж (окружной муниципалитет)
- Четвинд (окружной муниципалитет)
- Хадсонс-Хоуп (окружной муниципалитет)\
- Тейлор (окружной муниципалитет)

Также округ включает в себя 7 индейских резерваций. Остальная часть Пис-Ривер разделена на 4 избирательных округа.